# Amphiglossa
Amphiglossa je rod biljaka iz porodice Asteraceae smješten u tribus Gnaphalieae. Priznato je 10 vrsta koje rastu po jugu Afrike (Namibija, Južna Afrika).

## Vrste
1. Amphiglossa callunoides DC.
2. Amphiglossa celans Koek.; rijetka[2]
3. Amphiglossa corrudaefolia DC.
4. Amphiglossa foliosa J.C.Manning & Helme
5. Amphiglossa grisea Koek.
6. Amphiglossa rudolphii Koek.
7. Amphiglossa susannae Koek.
8. Amphiglossa tecta (Brusse) Koek.; kritično rijetka[2]
9. Amphiglossa thuja (Merxm.) Koek.
10. Amphiglossa tomentosa Harv.